# 발터 외자우
발터 "굴레" 외자우(Walter "Gulle" Oesau: 1913년 6월 28일 – 1944년 5월 11일)는 독일의 공군 군인이다. 1934년부터 1944년 죽을 때까지 독일 국방군 공군에 복무했다. 적기 117기를 격추시킨 에이스 전투조종사이다.
스페인 내전 당시 콘도르 군단의 제88전투집단 제3비행중대 중대장으로 복무했으며 28명 뿐인 황금금강석 스페인 십자장 수훈자 중 한 명이다.
제2차 세계 대전 개전 시점에는 제20전투비행단(JG 20) 제2비행중대 중대장을 맡고 있었다. JG 20은 폴란드 침공이 시작되면서 동부전선으로 이동했고, 이후 서부전선으로 이동하여 외자우는 제51전투비행단 제3비행집단 비행집단장이 되었다. 서부전선과 동부전선에서 모두 활동하다 부상을 입고 전상장을 수훈했다. 회복한 뒤 제1전투비행단(JG 1) 비행단장으로 복귀했으나 1944년 5월 11일 벨기에 장크트피트에서 작전 중 사망했다. 향년 30세. 외자우 사후 JG 1은 그를 기념하여 "외자우"를 별명으로 사용했다.
| 전임 대위 하네스 트라우틀로프 | 제2대 제51전투비행단 묄더스 제3비행집단 비행집단장 1940년 8월 25일 – 1940년 11월 10일 | 후임 대위 리하르트 레플라 |

| 전임 대위 빌헬름 발타자르 | 제3대 제3전투비행단 우데트 제3비행집단 비행집단장 1940년 8월 25일 – 1940년 11월 10일 | 후임 대위 베르너 안드레스 |

| 전임 소령 빌헬름 발타자르 | 제3대 제2전투비행단 리히트호펜 비행단장 1941년 7월 4일 – 1943년 7월 1일 | 후임 소령 에곤 마이어 |

| 전임 (불명) | 제?대 제4전투비행지도부 지도관 1943년 7월 1일 – 1943년 9월 6일 | 후임 대령 요제프 프릴러 |

| 전임 (신설) | 제1대 브르타뉴 전투비행지도부 지도관 1943년 9월 6일 – 1943년 11월 11일 | 후임 대령 에리히 믹스 박사 |

| 전임 소령 헤르만 그라프 | 제6대 제1전투비행단 외자우 비행단장 1943년 11월 12일 – 1944년 5월 11일 | (권한대행) 소령 하인츠 베어 |